# تانیکازه کاجینوسوکه
تانیکازه کاجینوسوکه (به ژاپنی: 谷風 梶之助) کُشتی‌گیر سومو اهل استان میاگی در کشور ژاپن است که چهارمین کشتی‌گیر دارای رتبهٔ یوکوزونا محسوب می‌شود. وی در سال ۱۷۸۹ میلادی به این مرتبه ارتقاء یافت و در سال ۱۷۹۵ میلادی بازنشست شد. تانیکازه کاجینوسوکه توانست ۲۱ بار قهرمان (یوشو) مسابقات سومو شود.